# Only You (canción de Zara Larsson)
«Only You» (en español: «Solo Tú») es una canción interpretada por la cantante y compositora sueca Zara Larsson. TEN, Epic y Sony lanzaron el sencillo oficial el 11 de agosto de 2017, como el octavo sencillo de su segundo álbum de estudio So Good (2017), lanzado a nivel internacional. La canción trata sobre temas como el desarrollo sexual y la masturbación. En Alemania, Austria y Suiza el single fue lanzado como una colaboración junto a Nena, y en Francia y Canadá fue estrenada como una colaboración con Olivier Dion.

## Composición
«Only You» es una canción de medio tiempo bajo el género pop y reggae con una duración de tres minutos y cuarenta y dos segundos. La canción está escrita en la llave de una F menor, y se mueve a un ritmo de 165 latidos por minuto en una firma de tiempo 4/4. En la canción se destacan temas sobre el descubrimiento sexual y la masturbación. La canción fue comparada con los trabajos musicales de Rihanna.

## Recepción

### Crítica
Jonathan Currinn de Outlet Magazine elogió a la canción, llamándola una «actualización total de las dos últimas canciones» en el álbum. Mike Wass de Idolator fue mucho más crítico con la canción, llamándola «la peor canción del álbum». Él también llamó al sencillo como un «lío caliente».

## Lista de canciones
Descarga digital – Sencillo

| N.º | Título     | Duración |  |
| 1.  | «Only You» | 3:42     |  |

Descarga digital – Remixes

| N.º | Título                         | Duración |  |
| 1.  | «Only You» (Versión Orquestal) | 3:47     |  |
| 2.  | «Only You» (Hitimpulse Remix)  | 3:39     |  |
| 3.  | «Only You» (KREAM Remix)       | 3:27     |  |

Descarga digital – Alemania, Austria y Suiza

| N.º | Título                | Duración |  |
| 1.  | «Only You» (con Nena) | 3:47     |  |

## Posicionamiento en las listas

### Semanales
| Canadá  | Billboard         | 30 |
| Noruega | VG-lista          | 39 |
| Suecia  | Sverigetopplistan | 5  |

### Anuales
| Suecia | Sverigetopplistan | 49 |

## Certificaciones
| País    | Organismo certificador | Certificación | Ventas certificadas | Simbolización | Ref.   |
| ------- | ---------------------- | ------------- | ------------------- | ------------- | ------ |
| Noruega | IFPI                   | Platino       | 40 000              | ▲             | [ 15 ] |

## Historial de lanzamientos
| Región   | Fecha                   | Formato          | Discográfica | Ref.  |
| -------- | ----------------------- | ---------------- | ------------ | ----- |
|          | 11 de agosto de 2017    | Descarga digital | TEN · Sony   |       |
| Alemania | 6 de octubre de 2017    | Descarga digital | TEN · Sony   | [ 3 ] |
| Canadá   | 22 de diciembre de 2017 | Descarga digital | TEN · Sony   | [ 4 ] |
| Francia  | 22 de diciembre de 2017 | Descarga digital | TEN · Sony   | [ 4 ] |

## Créditos y personal
- Zara Larsson - Voz
- Michael Richard Flygare - Compositor
- P. Marklund - Compositor
- Tobias "Astma" Jimson - Compositor, productor, ingeniero de grabación
- Joakim Berg - Compositor, guitarra
- MACK - Compositor, productor
- Phil Tan - Ingeniería
- Bill Zimmerman - Ingeniería
- Michelle Mancini - Masterización
- Maria Hazell - Coros